# Бендюга
Бендюга — село в Україні, у Шептицькому районі,  Львівської області. Населення становить 418 осіб.
Село Бендюга підпорядковується Межирічанській сільській раді.

## Назва
У «Географічному словнику Королівства Польського», виданому наприкінці ХІХ століття, Бендюга згадувалась, як присілок Бендюга (пол. Przysiółek Bendiuha). Також вказувалися альтернативні варіанти назв: «Бедіухи» (Bediuchy) та «Бендзюха» (Bendziucha). У Генеральному довіднику місцевих громад і міст Австрії за результатами перепису населення 1910 року село іменувалось Бендюхи (нім. Bendiuchy). За роки радянської влади село в документах називали «Биндюга». 1989 р. селу повернули історичну назву.

## Історія
До початку ХХ ст. Бендюга, як і Вілька Поторицька, були присілками села Поториця.
На відстані близько 500 метрів на північний схід від села, на правому березі Західного Бугу, поблизу ДОТа археологи знайшли поселення пшеворської культури. А в самому селі під час розкопок знайдено поховання з прахом тієї ж культури.
Через село Бендюга проходила так-звана Лінія Молотова — система фортифікацій, яка поспіхом зводилась у 1939-1941 рр. безпосередньо на кордоні між СРСР та Німеччиною. Навколо села знаходяться залишки ДОТів опорного пункту "Бендюха", які брали участь у Другій світовій війні.

## Відомі люди
- Пшеничний Степан Андрійович — референт пропаганди Крайової Екзекутиви ОУН ЗУЗ. Загинув поблизу села.

## Центр відродження сокальської кераміки
У селі працює гончарна майстерня, де подружжя Івашківих виготовляє відому сокальську кераміку. Глину для своїх виробів гончарі беруть з родовищ Сокальщини та Золочівщини.